# 松岡万
松岡 万（まつおか よろず／つもる／むつみ、旧字体：松󠄁岡 萬、天保9年（1838年） - 明治24年（1891年）3月17日）は、日本の武士（幕臣・駿府藩士）、警察官。

## 経歴
鷹匠組頭の家に生まれる。勤王思想（尊王攘夷）に共鳴して勤王の儒学者・頼三樹三郎に師事し、頼が安政の大獄で処刑された際には、刑場から片腕を盗み取って神棚に供えたといわれる。
その後、清河八郎が尊王攘夷を唱えて結成した虎尾の会に入会し、浪士組（のちの新徴組）の隊士募集に尽力、剣術の腕前も高く評価され、浪士取締役の一人となる。
明治維新後、謹慎中の徳川慶喜が水戸藩から駿府藩に移されることになり、松岡は精鋭隊（のち新番組と改名）の隊長として隊士50人余を率いて清水港から宝台院まで警護した。
咸臨丸が清水港沖で新政府軍に攻撃された（咸臨丸事件）際には、海に放置された敵兵の戦死者を埋葬した清水次郎長を取り調べる立場にいたが、次郎長の「仏に敵味方もない」という言葉に、何も咎めなかったという。
松岡は駿府藩の水利路程掛に就任し、元精鋭隊頭の中條金之助らと牧之原の開墾、新門辰五郎と共に製塩事業にも尽力した。やがて、村民の間で水利権をめぐる争いが起きたが、松岡はこれを公平に解決。のちにその功を讃え、池主神社が建立され、現在も神として毎年祭礼が行われている。
明治8年（1875年）に上京し、警視庁の警察官となった。
明治24年（1891年）3月17日没、享年54。戒名は「孤松院安息養気不隣居士」。盟友・山岡鉄舟（鉄太郎）が建てた全生庵（東京都台東区谷中）に眠る。